# تيري فلمنج
تيري فلمنج (بالإنجليزية: Terry Fleming)‏ (5 يناير 1973 في المملكة المتحدة - ) هو مدرب كرة قدم ولاعب كرة قدم بريطاني في مركز الوسط. لعب مع بريستون نورث إيند وغريمسبي تاون وكامبريدج يونايتد وكوفنتري سيتي ونادي بليموث أرجايل ونادي نورثامبتون تاون وغرانتهام تاون ‏ وHalesowen Town F.C. ‏ وLincoln United F.C. ‏ ونادي كيدرمينستر هاريرز لكرة القدم ولينكولن سيتي أف سي ونادي موور غرين لكرة القدم ونادي بوسطن تاون ‏ وSleaford Town F.C. ‏.

## وصلات خارجية
- تيري فلمنج على موقع قاعدة بيانات كرة القدم.إي يو (الإنجليزية)
- تيري فلمنج على موقع Soccerbase.com (لاعب) (الإنجليزية)
- تيري فلمنج على موقع عالم كرة القدم.نت (الإنجليزية)